# Grauanthus
Grauanthus là một chi thực vật có hoa trong họ Cúc (Asteraceae).

## Loài
Chi Grauanthus gồm các loài: